# Atentado contra Vítor Emanuel III
O atentado ao rei da Itália Vítor Emanuel III foi um ato terrorista com dinamite ocorrido em 12 de abril de 1928 na Piazza Giulio Cesare, em Milão, durante a cerimônia de inauguração da nona edição da Feira de Negócios dedicada ao décimo aniversário da vitória da Primeira Guerra Mundial: uma bomba, colocada na base de ferro fundido de um poste de luz da praça, explodiu no meio da multidão que se reunira para prestar homenagem ao rei Vítor Emanuel III e se aglomerava ao redor da Fonte das Quatro Estações, matando instantaneamente quatorze pessoas e ferindo quarenta. Nos dias seguintes, outras seis pessoas morreram em consequência dos ferimentos.

## História
As investigações realizadas levaram à prisão e posterior libertação de inúmeras pessoas, mas as reais responsabilidades nunca foram identificadas. Devido à dinâmica e à localização do artefato, levantou-se a hipótese de que o ataque visava realizar um massacre de civis, como de fato ocorreu, em vez de visar o rei.
Os funerais das vítimas foram realizados no domingo, 15 de abril, com uma cerimônia majestosa na Catedral de Milão, de onde o cortejo fúnebre seguiu até o Famédio do Cemitério Monumental.
A história da família Ravera foi particularmente comovente: a mãe, Natalina Monti Ravera, seu filho Enrico, de três anos, e seus dois netos, Gian Luigi, de cinco anos, e Rosina, de oito, foram mortos no ataque. O escultor Adolfo Wildt dedicou a ela o famoso busto de Madre Ravera em 1929 e criou o Monumento Ravera para a família no Cemitério Monumental de Milão, em cuja base está a seguinte inscrição:

XII APRILE ANNO MCMXXVIII DATA FVNESTA
IL GIORNO SI OSCVRO' AVANTI SERA
LA STRAGE INSENSATA ORRENDA FV COMPIVTA

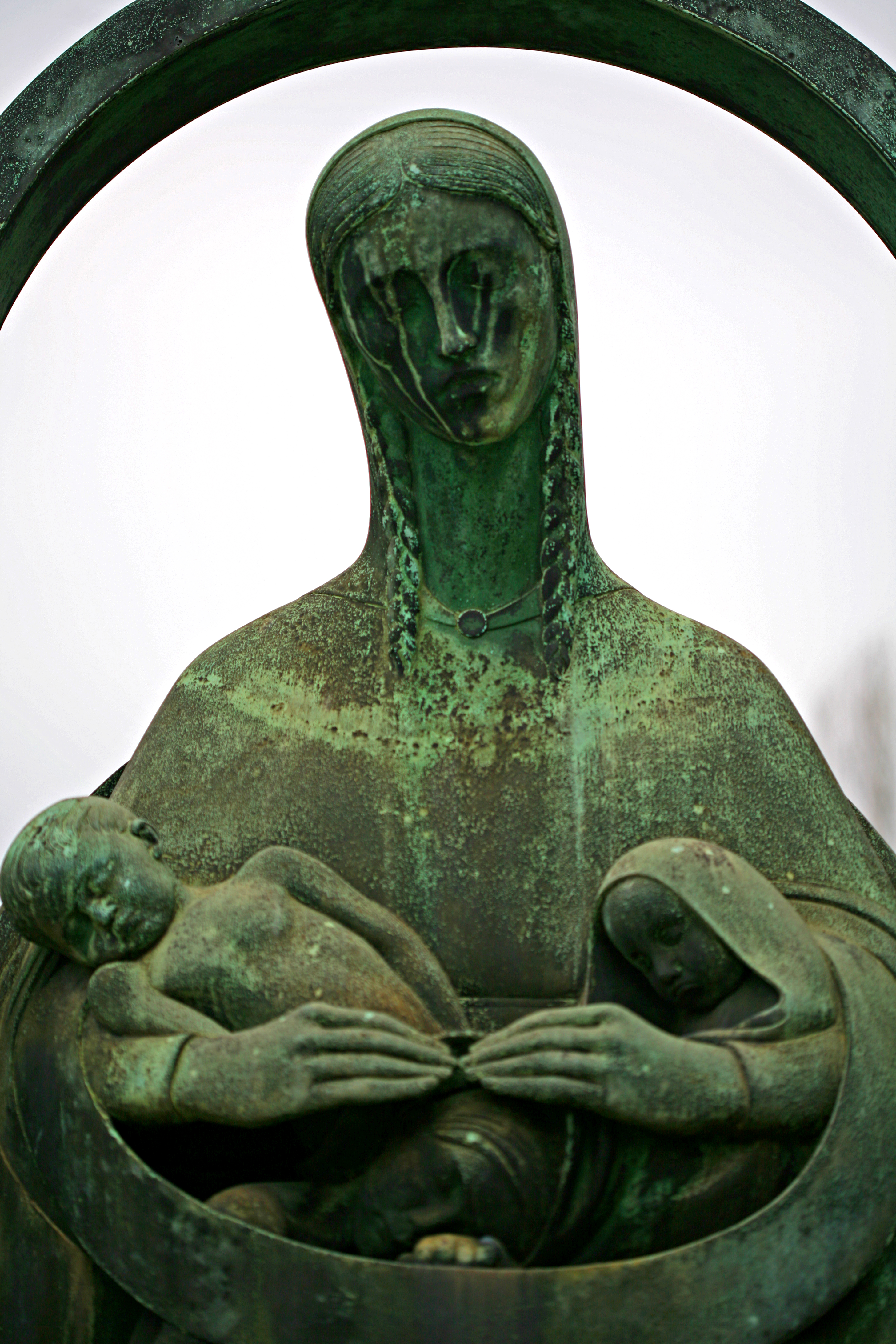
Monumento Ravera no Monumental (A. Wildt)